# Хіоносфера

Хіо́носфера (грец. chion — сніг та spháira — шар) — частина тропосфери, в якій можливий постійний позитивний баланс твердих атмосферних опадів і, внаслідок цього, на поверхні суші за сприятливих умов рельєфу можлива поява та існування сніжників і льодовиків. Хіоносфера оточує Землю суцільною оболонкою потужністю до 10 км (найбільша потужність — в екваторіальному поясі і в низьких широтах помірних поясів), має таке поєднання тепла й вологи, що річна кількість твердих опадів, що випадають на горизонтальну і незатінену поверхню, перевищує їх танення та випаровування. 
Верхня межа зазвичай розташована вище рівня найвищих гір і відповідає нульовому балансу твердих атмосферних опадів (річна сума яких у горах зазвичай зростає до деякої висоти, а потім знову зменшується). Перетин нижньої межі хіоносфери  з гірськими хребтами утворює снігову лінію. Вона підвищується із віддаленням від джерел вологи, а над внутрішніми частинами плоскогір'їв лежить вище, ніж на навітряних схилах гір. У високих широтах Південної півкулі снігова лінія опускається до рівня моря. Багато гірських льодовиків спускаються за межі хіоносфери, окремі малі льодовики в умовах підвищеної концентрації снігу іноді повністю розташовуються нижче неї.